# 迭斯尔德活佛
迭斯尔德活佛，俗称喇嘛坦，先受达赖封为诺门罕，称阿日鲁克桑额尔德尼诺门罕；后受达赖、班禅封为诺门罕，称阿日鲁克桑班迪达额尔德尼诺门罕；清朝封为呼图克图，称迭斯尔德呼图克图；中华民國时期续封呼图克图，仍称迭斯尔德呼图克图；中华人民共和国时期称为迭斯尔德活佛；駐錫内蒙古自治区阿拉善盟阿拉善左旗巴润别立镇的南寺（广宗寺）。

## 沿革
迭斯尔德活佛是第司桑结嘉措的转世。第司桑结嘉措是五世达赖之宠臣，主持选立了六世达赖仓央嘉措，组织扩建了布达拉宫，后在同拉藏汗的争斗中失败被执杀，其所立的六世达赖仓央嘉措遂遭废黜。被送往北京途中秘密出走的仓央嘉措来到阿拉善时，首先便在第司转生的阿旺多尔济家中做客，并将婴儿阿旺多尔济确认为第司桑结嘉措的转世。阿旺多尔济遂成为第一世喇嘛坦。
1747年，阿旺多尔济受七世达赖册封“阿日鲁克桑额尔德尼诺门罕”封号。阿旺多尔济是南寺（广宗寺）的创建者。晚年，阿旺多尔济因寺院利益而同阿拉善第三代札萨克罗布桑道尔吉产生矛盾，王爷将阿旺多尔济逮捕囚禁。阿旺多尔济于1780年在监狱中打坐示寂。阿旺多尔济圆寂后，王爷下令不许寻找其转世灵童，但后来还是寻访到其转世灵童，即伦都布达尔吉，但未能坐床便病逝。这位未能坐床的转世灵童传统上被认为是第二世喇嘛坦。
南寺建立后，有两个活佛系统，仓央嘉措转世的达克布活佛（南寺葛根）为该寺最高级别的活佛系统，迭斯尔德活佛（喇嘛坦）的地位则稍低。但第五世喇嘛坦由于是第六世达克布活佛的老师，且声望和学识均较高，故主持南寺数十年。第六世达克布活佛后与第五世喇嘛坦发生矛盾，此后自南寺出走未归。
第五世喇嘛坦敖木擦尔善潘普勒忠桑吉嘉木苏为镇国公（南公）阿尤尔扎那的次子，达赖、班禅均授予其“阿日鲁克桑班迪达额尔德尼诺门罕”封号。1897年，桑吉嘉木苏进京参加洞礼年班，获清朝封为“迭斯尔德呼图克图”。他还获清朝皇帝赏赐蟒袍衣料（曾存放在南寺的普贤光照居室）。民国三年（1914年），中华民国大总统袁世凯继续封其为“迭斯尔德呼图克图”。桑吉嘉木苏大力振兴南寺，使南寺达到鼎盛，但末期开始衰败。桑吉嘉木苏还曾在1928年至1931年，在塔旺布里甲拉王爷和达里扎雅王爷之间，代理阿拉善旗的旗政。
第六世喇嘛坦是贾拉森（取其法名“阿旺洛桑丹比坚参”中的“坚参”二字作为名字，并且按照蒙古式读法，译写作“贾拉森”）。曾入小学、中学读书，1966年初中毕业，正逢文化大革命爆发，此后作为知识青年下乡插队。1973年10月，作为工农兵学员被推荐入内蒙古大学蒙古语言文学系学习，1976年8月毕业。1978年10月，考上内蒙古大学蒙古语文研究所研究生，1981年12月毕业后留在该研究所任教。后来成为内蒙古大学蒙古语文研究所教授。他主持了南寺的重建工作。2004年，贾拉森当选为中国佛教协会内蒙古分会会长，2010年当选为中国佛教协会副会长。2013年圆寂。

## 历世迭斯尔德活佛
以下不计追认，列出历世迭斯尔德活佛：
| 世数   | 生年   | 坐床年份 | 卒年     | 汉文姓名                              | 蒙古文姓名 |
| ------ | ------ | -------- | -------- | ------------------------------------- | ---------- |
| 第一世 | 1715年 | ——       | 1780年   | 阿旺多尔济                            |            |
| 第二世 | 1784年 | 未坐床   | 1793年   | 伦都布达尔吉                          |            |
| 第三世 | 1793年 | ？       | 约1856年 | 迭斯尔德·丹增忠乃达尔吉               |            |
| 第四世 | 1857年 | ？       | ？       | 迭斯尔德·阿旺丹巴达尔吉嘉木苏         |            |
| 第五世 | 1871年 | ？       | 1944年   | 迭斯尔德·敖木擦尔善潘普勒忠桑吉嘉木苏 |            |
| 第六世 | 1947年 | 1952年？ | 2013年   | 迭斯尔德·阿旺洛桑丹比坚参             |            |